# Madredeus
Madredeus je portugalská hudební skupina, jejíž sláva kulminovala v 90. letech 20. století. Inovuje tradiční národní žánr fado. Bývá též řazena k folku či world music. New York Times v roce 1997 napsaly, že "Madredeus dělá fado to, co dělá Enya irské tradiční hudbě: balí folkově zakořeněné melodie do křiklavých, zlověstných ozdob new age". Skupina zpívá portugalsky. Patří k mezinárodně nejúspěšnějším portugalským hudebníkům, prodala více než 3 miliony alb po celém světě. Skupina vznikla v roce 1985 v Lisabonu. Jejím klíčovým členem je kytarista Pedro Ayres Magalhães, jediný hudebník, který je členem kapely již od roku 1985. V letech 1987 až 2007 byla zpěvačkou skupiny Teresa Salgueirová. Po jejím odchodu změnila skupina koncept a vystupuje spolu se souborem A Banda Cósmica. V roce 1994 požádal fanoušek kapely německý režisér Wim Wenders, aby si zahrála v jeho filmu Lisbon Story. Soundtrack k filmu nazvaný Ainda, vydaný v roce 1995, zajistil skupině mezinárodní slávu. Madredeus pak procestovali Evropu, Jižní Ameriku, Afriku i Asii. Skupina také vystoupila na zahajovacím ceremoniálu výstavy Expo 98 v Lisabonu, po boku José Carrerase a Michaela Nymana.

## Diskografie

### Studiová alba
- Os Dias da MadreDeus (1987)
- Existir (1990)
- O Espírito da Paz (1994)
- Ainda: Original Motion Picture Soundtrack From The Film "Lisbon Story" (1995)
- O Paraíso (1997)
- Movimento (2001)
- Um Amor Infinito (2004)
- Faluas do Tejo (2005)
- Essência (2012)
- Capricho Sentimental (2015)

Jako "Madredeus & A Banda Cósmica"
- Metafonia (2008)
- A Nova Aurora (2009)
- Castelos na Areia (2010)